# Charlottenthal (Opole)

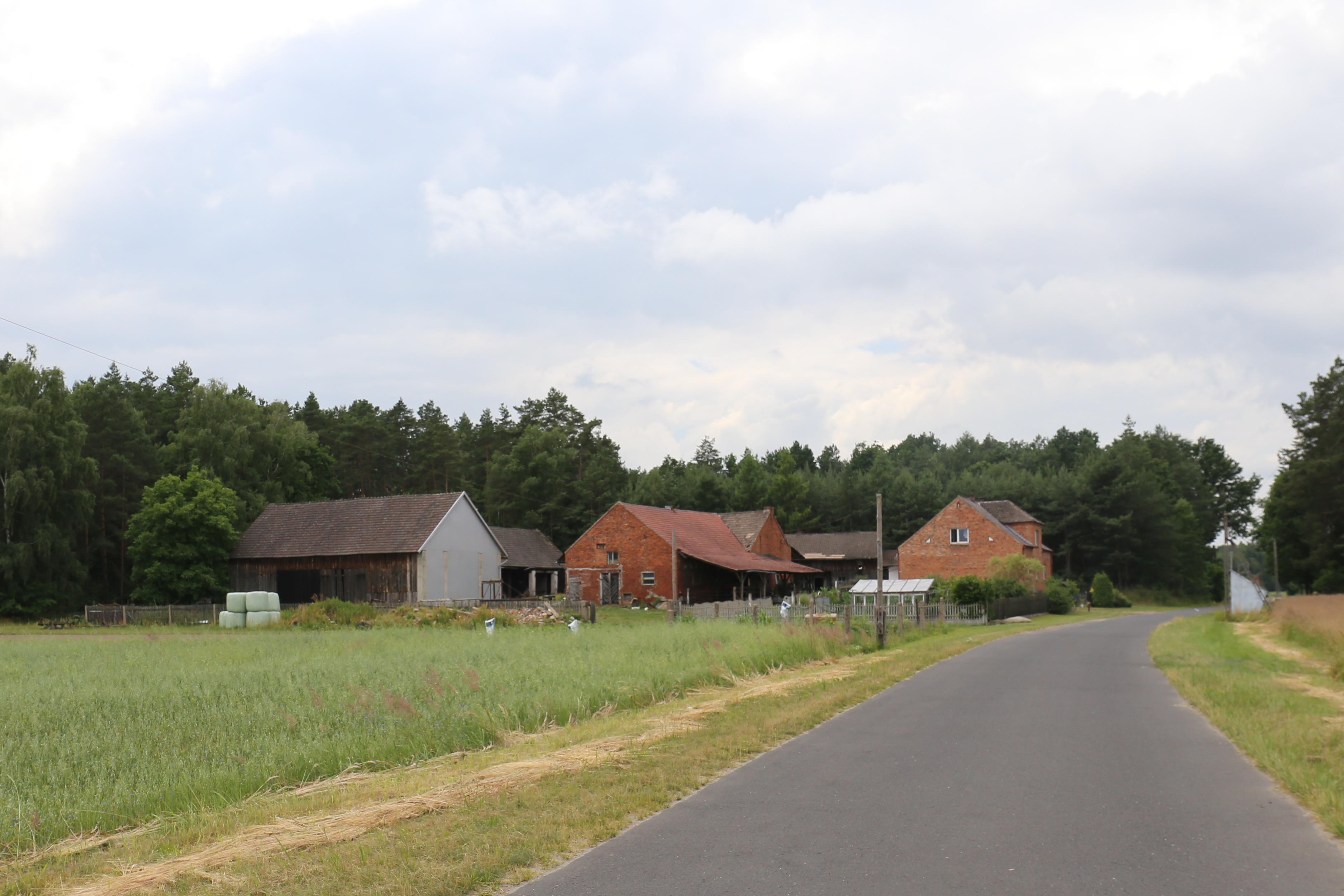
Charlottenthal 2021

Charlottenthal, polnisch Klekotna, ist ein Ort in der Stadt- und Landgemeinde Guttentag im Powiat Oleski der Woiwodschaft Opole in Polen.

## Geschichte
Der Ort wurde 1755 als Kolonie gegründet. 1783 hatte die Kolonie elf Kolonistenstellen und 30 Einwohner und gehörte einem Herrn Graf von Sobek.
Bei der Volksabstimmung in Oberschlesien am 20. März 1921 stimmten 53 Wahlberechtigte für einen Verbleib bei Deutschland und 106 für Polen. Charlottenthal verblieb beim Deutschen Reich. 1933 lebten im Ort 333 Einwohner. 1939 hatte der Ort 328 Einwohner. Bis 1945 befand sich der Ort im Landkreis Loben.
Als Folge des Zweiten Weltkrieges kam der Ort 1945 an Polen, wurde in Klekotna umbenannt und der Woiwodschaft Schlesien angeschlossen. 1950 kam der Ort zur Woiwodschaft Opole. Von 1975 bis 1998 befand sich der Ort in der Woiwodschaft Częstochowa (Tschenstochau). 1999 kam der Ort zur Woiwodschaft Opole und zum Powiat Oleski. Am 4. Juli 2008 erhielt der Ort zusätzlich den amtlichen deutschen Ortsnamen Charlottenthal.